# NGC 3042
NGC 3042 (również PGC 28498 lub UGC 5307) – galaktyka spiralna (Sab?), znajdująca się w gwiazdozbiorze Sekstantu. Odkrył ją Albert Marth 30 kwietnia 1864 roku. Jest to galaktyka z aktywnym jądrem typu LINER.